# Lijst van burgemeesters van Hilversum
Dit is een lijst van burgemeesters van de Nederlandse gemeente Hilversum in de provincie Noord-Holland.
| Ambtsperiode                   | Naam burgemeester                                         | Partij of stroming                                    | Bijzonderheden                            |
| ------------------------------ | --------------------------------------------------------- | ----------------------------------------------------- | ----------------------------------------- |
| 1404 -                         | Ghysbrecht Cruysburchs                                    |                                                       | eerste schout van Hilversum               |
| 1600                           | Jan Jacobsze Perk                                         |                                                       |                                           |
| 1627 -                         | Daniel Hulst                                              |                                                       |                                           |
| 1666 -                         | Rijk Janse Nagel                                          |                                                       |                                           |
| 1719 - 1724                    | Jan Bitter                                                |                                                       |                                           |
| 1724 - 1738(?)                 | Harmen Bouman                                             |                                                       |                                           |
| 1764 - 1765                    | Jan Hermannie                                             |                                                       | ontslagen wegens onenigheid met de baljuw |
| 1765 - 1765                    | Jan ten Dam                                               |                                                       | waarnemend                                |
| 1765 - 1795                    | Wessel ten Dam                                            |                                                       | zoon van Jan ten Dam                      |
| 1795 - 1795                    | Gerbert Reyn                                              |                                                       | waarnemend                                |
| 1795 - 1811                    | Jacob Vos                                                 |                                                       |                                           |
| 1811 - 1816                    | Nicasius van Veerssen                                     |                                                       |                                           |
| 1816 - 1850                    | Barend (B.) Andriessen                                    |                                                       |                                           |
| 1850 - 1861                    | W. de Wit Gzn.                                            |                                                       |                                           |
| 1861 - 1873                    | J. Alberti                                                |                                                       |                                           |
| 1873 - 1898                    | Johan Elius Christoph (J.E.C.) Schook                     | liberaal                                              |                                           |
| 1898 - 1909                    | Jan Cornelis (J.C.) Gülcher                               | liberaal                                              |                                           |
| 1909 - 1909                    | Jacob Peet                                                |                                                       | waarnemend                                |
| 1909 - 1915                    | Jan Cornelis (J.C.) Gülcher                               | liberaal                                              |                                           |
| 1915 - 1922                    | mr.dr. Marinus Simon (M.S.) Koster                        | liberaal                                              |                                           |
| 1922 - 1929                    | mr. Paul (P.J.) Reijmer                                   | RKSP                                                  |                                           |
| 1929 - 1940                    | Johan Marie Jacques Hubert (J.M.J.H.) Lambooy             | RKSP                                                  |                                           |
| 1940 - 1940                    | Karel (K.L.C.M.I.) baron de Wijkerslooth de Weerdesteijn  | RKSP (tot mei 1940) vanaf mei 1940: Nationale Eenheid |                                           |
| 1940 - 1943                    | Jhr.mr. Ernst (E.J.B.M.) von Bönninghausen tot Herinkhave | NSB                                                   |                                           |
| 1943 - 1945                    | G.J.H. Fijn                                               | NSB                                                   |                                           |
| 1945 - 1946                    | B.H. Bakker                                               |                                                       | waarnemend                                |
| 1946 - 1951                    | Jacques (J.A.G.M.) van Hellenberg Hubar                   | KVP                                                   |                                           |
| 1951 - 1968                    | Joost (J.J.G.) Boot                                       | ARP                                                   | was burgemeester van Ede                  |
| 1968 - 1976                    | Pieter (P.J.) Platteel                                    | ARP                                                   |                                           |
| 1977 - 1988                    | Wietze (W.R.) van der Sluis                               | ARP/CDA                                               |                                           |
| 1988 - 1997                    | Jeltien (J.G.) Kraaijeveld-Wouters                        | CDA                                                   |                                           |
| 1998 - 30 juni 2011            | Ernst (E.C.) Bakker                                       | D66                                                   |                                           |
| 1 juli 2011 - 15 februari 2022 | Pieter (P.I.) Broertjes                                   | PvdA                                                  |                                           |
| 19 mei 2021 - 31 augustus 2021 | Charlie (C.B.) Aptroot                                    | VVD                                                   | waarnemend                                |
| 16 februari 2022 - heden       | Gerhard (G.M.) van den Top                                | partijloos                                            |                                           |